# دسمان روسي
الدُسمان الروسي (الاسم العلمي: Desmana moschata)، هو نوع أحادي الطراز من الثدييات المائية تابع لفصيلة الطوبينيات.

## الموئل والانتشار
يمكن العثور عليها في روسيا وأوكرانيا وكازاخستان. الدسمان الروسي يسكن الأنهار البطيئة الحركة والجداول والبحيرات والبرك، والمياه المالحة في بعض الأحيان.

## الوصف
يصل طول الدُسمان الروسي بين 18 إلى 21 سم، بينما يصل طول ذيله إلى 17 إلى 20 سم. ويزن حوالي ما بين 400 إلى 520 غرام. ويغطى الدسمان الروسي الفراء السميك مائي. الدسمان الروسي لديه فروة ناعمة، وشعر كثيف قصير. فراؤه ذو لون بني مُحمر في الجزء العلوي من الجسم وذو لون رمادي في اتجاه البطن. الدسمان الروسي لديه القدرة في البقاء تحت الماء لمدة تصل إلى 5 دقائق، ثم يعود للسطح حتى يتنفس.

## السلوك
يحفر جحوره على ضفاف الأنهر. ويقوم بتجهيز الجحور مع المداخل تحت الماء. والدسمان الروسي هو من ضمن الحيوانات الاجتماعية. والتي تعيش في مجموعات لا تقل عن 8 من الأفراد. ويستخدم الدًسمان الروسي الأصوات في التواصل مع بعضهما البعض والتعايش في مجتمع منظم.

## التغذية
يُعتبر الدُسمان الروسي من الحيوانات الآكلة للنبات والحيوان على حدٍ سواء. ونظامه الغذائي يعتمد ما لا يقل على 72 نوع من أنواع اللافقاريات المائية و30 نوع من النباتات المختلفة. بخلاف ذلك، فإن الدسمان الدُسمان الروسي يستهلك الحشرات والأسماك والبرمائيات.

## التزاوج والتكاثر
الدسمان الروسي يتكاثر مرتين سنوياً وينتج ذريته خلال فصلي الربيع والخريف. تلد الأنثى ما بين 3-5 أطفال، لتصل إلى مرحلة النضج الجنسي في سن 12 شهراً.